# Хлопчики-нальотчики
«Хлопчики-нальотчики» (англ. Takers або Bone Deep) — кримінальний бойовик від режисера Джона Льюссенгопа.
Головні ролі зіграли Ідріс Ельба, Метт Діллон, Пол Вокер, Джей Ернандес, Кріс Браун, Гайден Крістенсен, Майкл Ілі, T.I. та Меріанн Жан-Батист. Прем'єра фільму відбулася 27 серпня 2010 року в США.
При бюджеті в 32 млн доларів стрічці вдалося зібрати приблизно 80 млн.

## Сюжет
Гордон Козьє очолює групу професійних наскочників, які грабують різні фінансові установи. Вони досить зважено підходять до своєї справи, прораховуючи всі можливі ризики. Навіть більше, щоб не привертати зайвої уваги, команда грабіжників здійснює один наліт на декілька років.
До команди Гордона входять Джон, Ей Джей та брати Джейк і Джессі. Раніше разом із ними працював ще Делонте Ріверс на прізвисько «Привид», проте під час втечі з місця злочину він отримав кульове поранення та був затриманий поліцією. Однак він нічого не розповів про своїх спільників.
Відсидівши строк у в'язниці, Привид навідує Джона та пропонує вигідну справу. Коли збирається вся команда, Привид розповідає, що має схему маршруту інкасаторського броньовика. Втім, на планування операції залишається всього кілька днів, а це йде всупереч принципам групи Козьє, оскільки в такій ситуації ризики значно підвищуються. Однак на кону десятки мільйонів доларів, тому Гордон та його спільники беруться за підготовку.
Тим часом детективи Джек та Едді розслідують останній наліт, який організувала банда Гордона. Завдяки зачіпкам їм вдається вийти на слід росіян, а пізніше встановити зв'язок між ними та Привидом. Таким чином Джек встановлює, що останнє пограбування — це справа рук Гордона Козьє та його людей. Однак детектив не має достатніх доказів, щоб заарештувати підозрюваних. Своєю чергою наскочники ретельно прораховують наступну справу, тримаючи в голові той факт, що Привид може в будь-який момент їх зрадити…

## У ролях
| Актор              | Роль                 |
| ------------------ | -------------------- |
| Ідріс Ельба        | Гордон Козьє         |
| Пол Вокер          | Джон                 |
| Кріс Браун         | Джессі               |
| Майкл Ілі          | Джейк                |
| Гайден Крістенсен  | Ей Джей              |
| Тіп «Ті Ай» Гарріс | Привид               |
| Метт Діллон        | Джек                 |
| Джей Ернандес      | Едді                 |
| Меріанн Жан-Батист | сестра Гордона Наомі |
| Зої Салдана        | Ліллі                |

## Відгуки
На сайті Rotten Tomatoes фільм тримав рейтинг 28 % на основі 116 відгуків. На сайті Metacritic рейтинг стрічки становить 45 % на основі 20 відгуків.

## Цікаві факти
- Героя Ідріса Ельби в фільмі звуть Гордон Козьє, проте в титрах він зазначений як Гордон Дженнінгз.
- Спочатку назва картини була «Bone Deep», але пізніше після однієї з реплік Ідріса Ельби її було змінено на «Takers»[4].